# كارل هاينريش كوبفر
كارل هاينريش كوبفر  (و. 1789 – 1837 م) هو فيزيائي
توفي عن عمر يناهز 48 عاماً.

## التعليم
تعلم في جامعة تارتو

## مناصب وهيئات
أدار جامعة تارتو (منذ 1820).